# Farouk El-Baz
Farouk El-Baz (in arabo فاروق الباز‎?; Zagazig, 2 gennaio 1938) è un geologo e astronomo egiziano naturalizzato statunitense che ha lavorato con la NASA nell'esplorazione scientifica della Luna e nella pianificazione del programma Apollo.
È stato un geologo di spicco del programma, responsabile dello studio della geologia della Luna, della selezione dei siti di atterraggio per le missioni Apollo e dell'addestramento degli astronauti nelle osservazioni e nella fotografia lunari. Ha svolto un ruolo chiave nella missione di sbarco sulla Luna dell'Apollo 11 e nelle successive missioni Apollo. Ha anche avuto l'idea di far toccare le rocce lunari poste in un museo, ispirandosi al suo pellegrinaggio infantile alla Mecca, dove ha toccato la Pietra Nera (che nell'Islam si crede venga inviata dal cielo).
È stato professore di ricerca e direttore del Centro per il telerilevamento presso la Boston University di Boston, Massachusetts e professore aggiunto di geologia presso la Facoltà di Scienze dell'Università Ain Shams, Il Cairo, Egitto. Da allora è in pensione. È stato anche un consigliere senior dell'ex presidente egiziano Hosni Mubarak e consigliere scientifico del presidente Anwar Sadat.

## Biografia
Farouk El-Baz è nato il 2 gennaio 1938 a Zagazig da genitori egiziani musulmani. La sua famiglia è originaria del villaggio di Touqh el Aklaam, centro El Senbellawein, governatorato di Dakahlia, sul delta del Nilo.
Farouk ha frequentato molte scuole. Nel 1958 l'Università di Ain Shams, dal 1962 al 1963 il Massachusetts Institute of Technology. Successivamente, nel 1964, frequentò l'Università di Scienza e Tecnologia del Missouri. Nel 1961, ha conseguito un Master of Science in geologia presso la Missouri School of Mines and Metallurgy (ora Missouri University of Science and Technology). Nel 1964, all'età di 26 anni, conseguì un dottorato in filosofia in geologia presso l'Università di Scienza e Tecnologia del Missouri dopo aver condotto ricerche dal 1962 al 1963 presso il Massachusetts Institute of Technology.
Nel 1978, El-Baz fu nominato consigliere scientifico del presidente egiziano Anwar Sadat. È stato incaricato di selezionare le regioni per la bonifica dei terreni nel deserto senza effetti dannosi sull'ambiente. Per il suo servizio, il presidente Sadat gli ha conferito l'Ordine al merito egiziano di prima classe.
Nel 1989 ha conseguito un dottorato onorario in scienze presso il New England College. Nel 2002, ha preso una laurea professionale presso l'Università di Scienza e Tecnologia del Missouri. Nel 2003 ha ricevuto un dottorato onorario in filosofia dall'Università di Mansoura. Nel 2004 ha conseguito un dottorato in giurisprudenza presso l'Università americana del Cairo. Inoltre, nel 2004, ha ricevuto un dottorato onorario in ingegneria dalla Missouri University of Science and Technology.

## Carriera
El-Baz insegnò geologia all'Università di Assiut, in Egitto (1958–1960) e all'Università di Heidelberg, in Germania (1964–1965). È entrato a far parte della Pan American-UAR Oil Company nel 1966, dove ha partecipato alla scoperta di El-Morgan, il primo giacimento petrolifero offshore nel Golfo di Suez.

### Il periodo della NASA

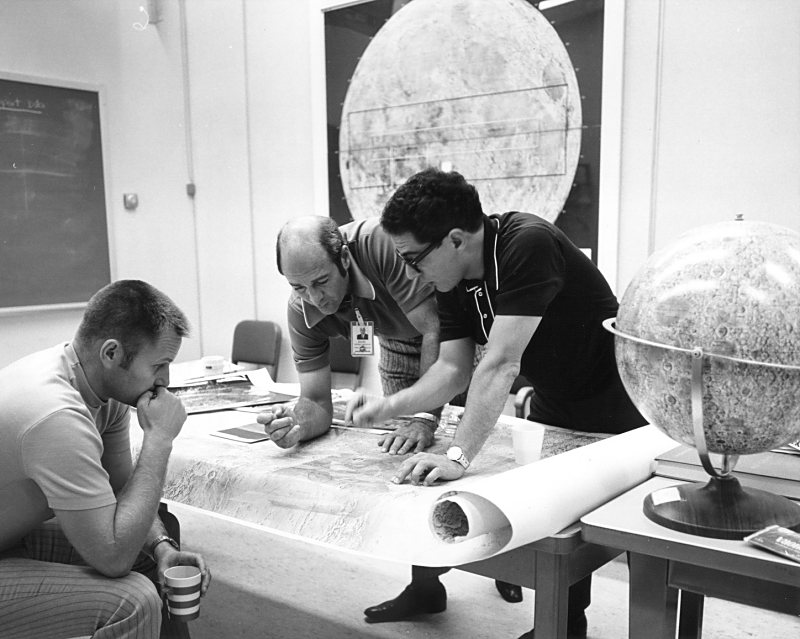
El-Baz (a destra) "allena" Ronald Evans e Robert Overmyer

È stato lo scienziato chiave che ha aiutato la NASA a pianificare e identificare il luogo di atterraggio sulla Luna per lo storico sbarco sulla Luna dell'Apollo 11 nel 1969, si è occupato anche della missione del rover Apollo 15 nel 1971. Durante tutto il suo tempo nel programma Apollo, El-Baz ha partecipato con i funzionari della NASA ad informare i membri della stampa sui risultati delle missioni lunari. La sua capacità di semplificare il gergo scientifico ha fatto sì che le sue osservazioni sui risultati scientifici del programma fossero spesso citate dai giornali. È stato poi uno dei massimi esperti nello studio dei deserti e su come trovare e sostenere l'acqua in tali ambienti nel mondo arabo.
Dal 1967 al 1972, El-Baz partecipò al programma Apollo come supervisore della pianificazione scientifica lunare presso Bellcomm Inc., una divisione di AT&T che conduceva analisi di sistemi per la NASA. Durante questi sei anni, è stato segretario del comitato di selezione del sito di atterraggio per le missioni di atterraggio lunare Apollo, ricercatore principale di osservazioni visive e fotografia e presidente dell'Astronaut Training Group. 
Subito dopo aver iniziato il Programma Apollo, fu messo al lavoro esaminando montagne di fotografie dettagliate della superficie lunare: un passo cruciale nella scelta del luogo di atterraggio più ideale e preciso in base al terreno lunare, alle variazioni climatiche e ad altri fattori. Ha anche svolto lo stesso ruolo per la famosa missione del rover Apollo 15 Lunar Roving Vehicle e ha addestrato gli astronauti dell'Apollo nelle importanti abilità dell'osservazione visiva e della fotografia spaziale, oltre a istruire i membri dell'equipaggio su quali rocce raccogliere e come raccoglierle. È stato così fondamentale per l'Apollo che nella serie TV HBO di Tom Hanks, Dalla Terra alla Luna, il ruolo di El-Baz come scienziato dell'Apollo e addestratore di astronauti è stato presentato in un segmento intitolato "Il cervello di Farouk El-Baz", e una navetta chiamata El-Baz è salita in volo attraverso la popolare serie TV Star Trek: The Next Generation.
Le sue eccezionali capacità di insegnamento furono confermate dagli astronauti dell'Apollo. Mentre orbitava attorno alla Luna per la prima volta durante l'Apollo 15, il pilota del modulo di comando Alfred Worden disse: "Dopo l'addestramento del Re [soprannome di Farouk], mi sento come se fossi già stato qui".

### Il periodo post-Apollo

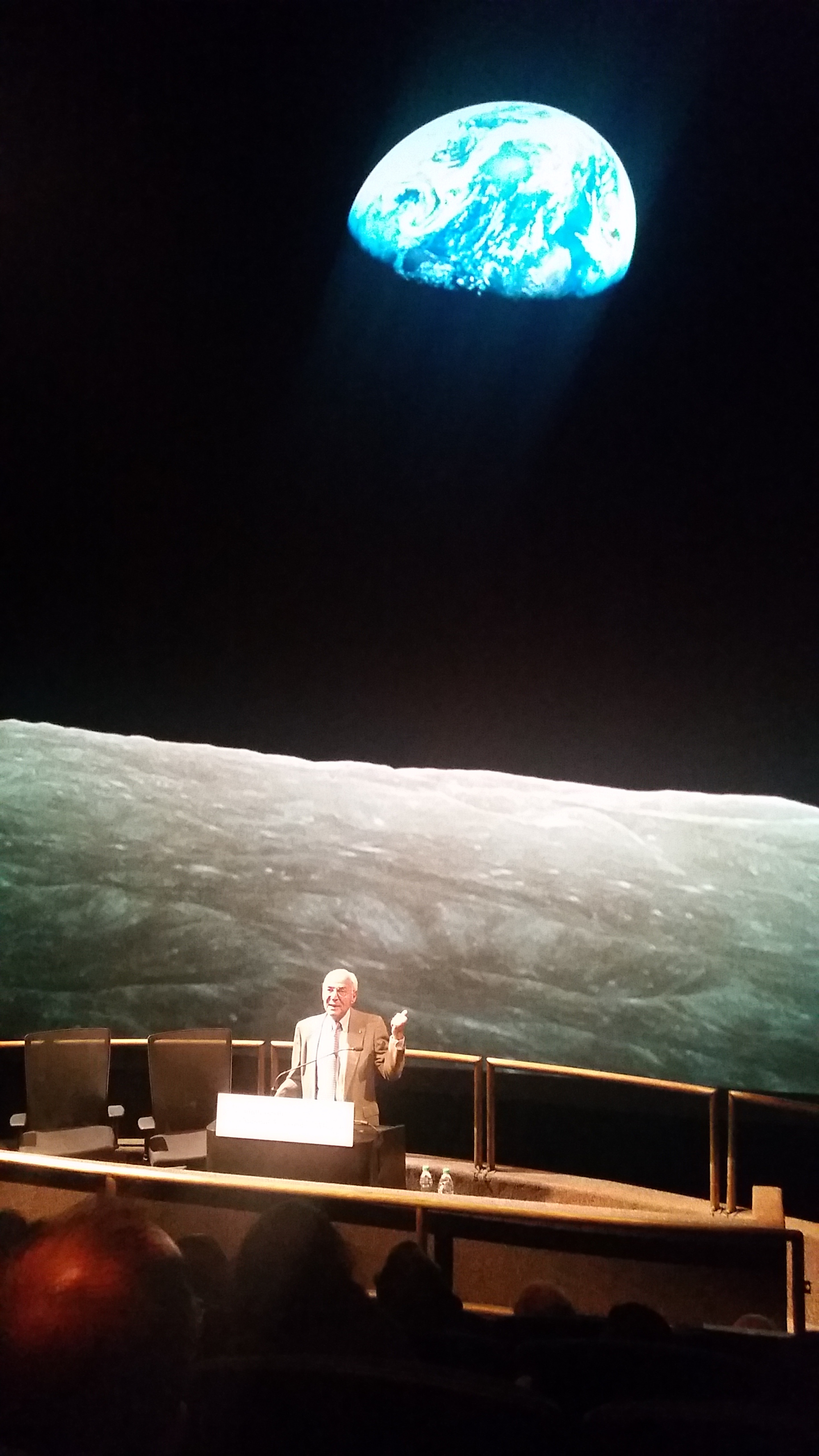
El-Baz tiene una conferenza sul suo ruolo nel programma Apollo al National Air and Space Museum nel 2019, con la foto di Earthrise dell'Apollo 8 sullo sfondo

Dopo la fine del programma Apollo nel 1972, El-Baz si unì alla Smithsonian Institution di Washington per fondare e dirigere il Centro per gli studi sulla Terra e sui pianeti presso il Museo nazionale dell'aria e dello spazio. Allo stesso tempo, è stato eletto membro del Lunar Nomenclature Task Group dell'Unione Astronomica Internazionale. In questa veste, ha continuato a partecipare alla denominazione delle caratteristiche della Luna rivelate dalle missioni fotografiche lunari.
Nel 1973, la NASA lo scelse come ricercatore principale dell'esperimento di osservazione e fotografia della Terra nell'ambito del progetto di test Apollo-Soyuz (ASTP), la prima missione spaziale congiunta americano-sovietica nel luglio 1975. L'accento fu posto sulla fotografia di ambienti aridi, in particolare della Grande Galassia, Sahara del Nord Africa e della Penisola Arabica, oltre ad altre caratteristiche della Terra e dei suoi oceani.
Sottolineando lo studio dell'origine e dell'evoluzione dei paesaggi aridi, ha raccolto dati sul campo durante le visite a tutti i principali deserti del mondo. Uno dei suoi viaggi significativi ebbe luogo subito dopo che gli Stati Uniti e la Cina avevano normalizzato le relazioni nel 1979, quando coordinò la prima visita degli scienziati americani nei deserti della Cina nord-occidentale. Il viaggio di sei settimane è stato raccontato nel National Geographic e nell'Explorers Journal. La sua ricerca sull'origine e l'evoluzione del deserto ha portato alla sua elezione a membro dell'American Association for the Advancement of Science (AAAS).
Dal 1982 fino a quando è entrato a far parte della Boston University nel 1986, è stato vicepresidente della Itek Optical Systems di Lexington, Massachusetts. Durante questi anni ha supervisionato l'utilizzo delle fotografie di grande formato dello Space Shuttle.
El-Baz è stato eletto membro della Geological Society of America, Boulder, Colorado, della World Academy of Sciences (TWAS) e della National Academy of Engineering di Washington (2002) per aver selezionato i siti di atterraggio per le missioni Apollo e per i metodi pionieristici di scoperta di acqua dolce nel sottosuolo dalle osservazioni spaziali. Nel 1999, la Geological Society of America Foundation (GSAF) ha istituito il Farouk El-Baz Award for Desert Research, per premiare annualmente l'eccellenza negli studi sulle terre aride. Nel 2007 la GSAF ha anche istituito il Farouk El-Baz Student Research Award per incoraggiare la ricerca nel deserto.
Nell'aprile 2011 si è unito al Partito liberale degli Egiziani Liberi, fondato dal magnate delle telecomunicazioni Naguib Sawiris.

## Ricerca e teorie sul deserto
Negli ultimi 20 anni di ricerca presso l'Università di Boston, El-Baz ha utilizzato le immagini satellitari per comprendere meglio l'origine e l'evoluzione delle forme del deserto. A lui si attribuisce il merito di aver fornito la prova che il deserto non è stato creato dall'uomo, ma è il risultato di importanti variazioni climatiche. La sua ricerca ha scoperto numerosi fiumi e torrenti sepolti dalla sabbia nel Sahara sulla base dell'interpretazione delle immagini radar.
Questi antichi corsi d'acqua conducono a depressioni nel terreno, che egli teorizzò dovessero contenere acque sotterranee. La sua analisi di questi dati ha portato alla localizzazione delle acque sotterranee nei terreni aridi dell'Egitto, dell'Oman e degli Emirati Arabi Uniti (EAU), e forse nel Darfur in Sudan (a meno che non si prosciughino).

### Il fiume Kuwait
El-Baz ha suscitato l'interesse degli studiosi biblici di tutto il mondo con il suo annuncio del paleo-drenaggio dalla penisola arabica al Golfo Persico. L'idea che un fiume un tempo scorresse attraverso i deserti dell'Arabia, e in qualche modo si collegasse con i fiumi Tigri e/o Eufrate, trae le sue prove da set di dati satellitari, in particolare dalle immagini radar scattate durante la missione del 1994 dello Space Shuttle Endeavour. El-Baz ha studiato le immagini e ha notato che le tracce di un fiume defunto che emergeva dal Kuwait e attraversava l'Arabia settentrionale da ovest a est erano visibili sotto le sabbie, grazie alle capacità di penetrazione nel suolo delle tecnologie radar.
Lo chiamò il fiume Kuwait, che è più popolarmente noto come Wadi Al-Batin, un'estensione di Wadi Al-Rummah. Il sistema fluviale Wadi Al-Batin sarebbe stato responsabile della deposizione della Formazione Dib DiBa (simile a un deposito a conoide alluvionale, sia morfologicamente che sedimentologicamente). Questo sistema fluviale potrebbe essere stato attivo dal 2500 al 3000 a.C.

### Teoria della piramide di Giza
In un documentario del National Geographic del 2002, El-Baz ha proposto una nuova fonte per la forma delle piramidi di Giza. El-Baz ritiene che gli antichi egizi scegliessero di seppellire i loro morti in strutture a forma di piramide perché sapevano da una precedente vita nomade che le monumentali forme piramidali, che abbondano nel deserto occidentale dell'Egitto, eludono l'erosione.

## Premi e onorificenze
- Golden Door Award dell'International Institute of Boston
- Medaglia del Nevada del Desert Research Institute
- Pioneer Award della Arab Thought Foundation
- L'asteroide 7371 El-Baz, scoperto dagli astronomi americani Eleanor Helin e Schelte Bus all'Osservatorio Palomar nel 1978, è stato chiamato così in suo onore. La citazione ufficiale pubblicata dal Minor Planet Center il 27 agosto 2019 (M.P.C. 115893).
- La navetta Enterprise-D "El-Baz" prese il nome da lui.

## Opere
- (EN) Farouk El-Baz, Deserts and arid lands, Martinus Nijhoff Publishers, 1984, ISBN 90-247-2850-9.